# Loud (canción de R5)
«Loud» es el primer sencillo del segundo EP de la banda de Pop rock, R5 con el mismo nombre, Loud. Fue lanzado el 19 de febrero de 2013 de forma digital y física con el resto de las canciones del EP y fue posteriormente reeditado en el álbum debut de la banda, Louder.

## Vídeo musical
El vídeo musical oficial fue revelado en el sitio web y en el canal Vevo de R5, el 22 de febrero de 2013. Que muestra a la banda que va por el centro de Los Ángeles, seguido de un grupo de amigos y pasando un buen rato. También cuenta con la banda tocando la canción en una azotea, con vistas a la ciudad, como el sol se esconde, porque como dice la canción, "Shout it out from the rooftops" ("Grítalo desde las azoteas"). Unos clips de la banda divirtiéndose - como BMX y skate, de fiesta, tocando instrumentos, desafiando la gravedad, saltando en trampolines, enamorándose - se pueden ver también. El vídeo fue filmado en el centro de Los Ángeles y fue dirigido por Ryan Pallotta.

## Recepción
Loud ha recibido críticas generalmente positivas de los fanes y los críticos. Musichel afirmó que las cuatro canciones del álbum son "melodías contagiosas que son seguros para enganchar a sus oyentes." Matt Collar de Allmusic.com dijo que "con la mezcla de Loud de Danza y material orientado al rock, R5 encuentra un buen equilibrio entre el sonido de Maroon 5 y One Direction" y llamó a la canción muy "contagiosa." ClevverTV habló sobre el vídeo musical, afirmando que: "El ambiente es muy animado, con una gran actuación en una azotea." Fanlala afirmó que era "¡uno de los vídeos musicales más divertidos que jamás hayamos visto!"

## Posicionamiento
| Listas (2013)                        | Máxima posición |
| ------------------------------------ | --------------- |
| Japan Hot 100                        | 72              |
| UK Singles (Official Charts Company) | 199             |

## Historial del lanzamiento
| País           | Fecha                   | Formato(s)       | Discográfica      |
| -------------- | ----------------------- | ---------------- | ----------------- |
| Estados Unidos | 19 de febrero de 2013   | descarga digital | Hollywood Records |
| Japón          | 9 de septiembre de 2013 | descarga digital | Hollywood Records |
| Nueva Zelanda  | 13 de enero de 2014     | descarga digital | Hollywood Records |